# کوه هوتاکاداکه
کوه هوتاکاداکه (به لاتین: Mount Hotakadake) یک کوه در ژاپن است که در ماتسوموتو، ناگانو واقع شده‌است. کوه هوتاکاداکه ۳٬۱۹۰ متر بالاتر از سطح دریا واقع شده‌است.